# Villaverde de la Cuerna
Villaverde de la Cuerna es una localidad del municipio leonés de Valdelugueros, en la Comunidad Autónoma de Castilla y León. 
La iglesia está dedicada a san Miguel Arcángel.

## Localidades limítrofes
Confina con las siguientes localidades:
- Al sur con Tolibia de Arriba.
- Al suroeste con Tolibia de Abajo y Lugueros.
- Al oeste con Cerulleda.

## Demografía
Evolución de la población
| Gráfica de evolución demográfica de Villaverde de la Cuerna entre 2000 y 2017 |
|                                                                               |
| Población de derecho (2000-2017) según el padrón municipal del INE            |

## Historia
Así se describe a Villaverde de la Cuerna en el tomo XVI del Diccionario geográfico-estadístico-histórico de España y sus posesiones de Ultramar, obra impulsada por Pascual Madoz a mediados del siglo XIX:

Lugar en la provincia y diócesis de León, partido judicial de la Vecilla, audiencia territorial y capitanía general de Valladolid, ayuntamiento de Valdelugueros; Situado al pie de los puertos de San Isidro, en los confines de la provincia con Asturias; su clima es frío, pero bastante sano. Tiene 28 casas; escuela de primeras letras; iglesia parroquial (San Miguel) servida por un cura de ingreso y libre colación, y buenas aguas potables. Confina con Redipuerta, Cerulleda y Tolibia de Arriba. El terreno es montuoso en su mayor parte. Producciones: granos, legumbres y pastos; cría ganados y alguna caza. Población: 30 vecinos, 122 almas. Contribución: con el ayuntamiento.
Diccionario geográfico-estadístico-histórico de España y sus posesiones de Ultramar